# 1811
- Wikisource

| Calendário gregoriano                                                        | 1811 MDCCCXI                        |
| Ab urbe condita                                                              | 2564                                |
| Calendário arménio                                                           | 1260 – 1261                         |
| Calendário bahá'í                                                            | -33 – -32                           |
| Calendário budista                                                           | 2355                                |
| Calendário chinês                                                            | 4507 – 4508 Início a 25 de janeiro  |
| Calendário copta                                                             | 1527 – 1528                         |
| Calendário etíope                                                            | 1803 – 1804                         |
| Calendários hindus - Vikram Samvat - Calendário nacional indiano - Cáli Iuga | 1866 – 1867 1732 – 1733 4911 – 4912 |
| Calendário Holoceno                                                          | 11811                               |
| Calendário islâmico                                                          | 1226 – 1227                         |
| Calendário judaico                                                           | 5571 – 5572                         |
| Calendário persa                                                             | 1189 – 1190 Início a 22 de março    |
| Calendário rúnico                                                            | 2061                                |
| Calendário solar tailandês                                                   | 2354                                |

1811 (MDCCCXI, na numeração romana)  foi um ano comum do século XIX do actual Calendário Gregoriano, da Era de Cristo, a sua letra dominical foi F (52 semanas), teve início a uma terça-feira e terminou também a uma terça-feira.
| Ano completo                       |
| ---------------------------------- |
| Ano comum com início à terça-feira |

## Eventos
- Conclusão das obras do Santuário do Bom Jesus do Monte, em Braga (Portugal).
- Fim do reinado de Jigme Dragpa II, Desi Druk do reino do Butão, reinou desde 1810.
- Inicio do reinado de Yeshey Gyaltshen, Desi Druk do reino do Butão, reinou até 1815.
- Epidemia de varíola varre a Terceira, Açores, de tal forma que "poucos foram os meninos que não morressem delas, e mesmo dos adultos nenhum escapou que as não tivesse, falecendo uma grande parte".

### Janeiro
- 1 de janeiro - Erupção vulcânica submarina ao largo da Ferraria, frente do Pico dos Ginetes, ilha de São Miguel, Açores, este acontecimento criou a ilha Sabrina. Ilhota de forma circular reclamada para a coroa britânica pelo comandante de um navio de guerra inglês, a fragata HMS Sabrina, então atracado em Ponta Delgada. Em terra os sismos fizeram ruir rochedos e arruinaram muitas casas. A ilhota desapareceu nos anos seguintes.
- 2 de janeiro - Fim do Cerco de Tortosa, Guerra Peninsular, Guerras Napoleónicas. O cerco teve início a 16 de dezembro e 1810. Vitória das forças francesas sobre a guarnição espanhola.
- 5 de janeiro - Carta régia autorizando a fundação de da primeira tipografia na Bahia, fundada e dirigida por Manuel Antônio da Silva Serva.
- 17 de janeiro - a 60 km de Guadalajara (Jalisco) ― o marco da Guerra da independência mexicana―, o exército espanhol vence o exército insurgente mexicano na Batalha de Puente de Calderón.
- 19 de janeiro - em Paraguarí, a 60 km ao sul de Assunção (Paraguai) ― o marco da Guerra da independencia paraguaia―, as tropas proespanholas paraguaias (a mando do governador espanhol Bernardo de Velasco) vencem as tropas argentinas (a mando do advogado Manuel Belgrano) na batalha de Paraguarí.

### Fevereiro
- 21 de fevereiro - promulgado o decreto de livre comércio do Chile que põe fim ao monopólio que a Espanha exercia naquela região.
- 28 de fevereiro - Grito de Ascêncio, início da revolução Uruguaia.

### Março
- 5 de março: 
  - Perto de Cádiz (Espanha) ― marco da guerra de independência espanhola da França ― ocorre a Batalha de Chiclana.
  - Guerra Peninsular: uma força francesa sob o comando do Marechal Victor é enviada para tentar impedir que um exército anglo-espanhol-português levante o Cerco de Cádis na Batalha de Barrosa.
- 10 de março - Naufrágio por força de uma tempestade de uma escuna inglesa, a "Mirthe" que encalha no areal do Porto Novo, Açores.
- 10 de março - Naufrágio na Prainha, Baía de Angra, por força de uma tempestade de uma escuna inglesa, a "Louise".
- 19 de março - as tropas paraguaias proespanholas vencem as forças revolucionárias do Vice-Reinado do Rio da Prata na Batalha de Tacuarí. Derrota definitiva da Expedição ao Paraguai do advogado e político argentino Manuel Belgrano.
- 28 de março - na Colômbia, os patriotas derrotam os espanhóis na batalha de Bajo Palacé, a primeira batalha da Guerra da independência colombiana.

### Maio
- 3 de maio - As Cortes de Cádiz decretam a manda pía forzosa, um tributo destinado a socorrer os danos pela Guerra da independncia espanhola em relação à França.
- 14 de maio - Início da circulação do periódico "Idade d'Ouro do Brazil", primeira gazeta da Bahia, segunda do Brasil.
- 14 de maio - Independência do Paraguai.
- 16 de maio - Batalha de La Albuera, perto de Badajoz, durante a guerra de independência espanhola.
- 18 de maio - as forças revolucionárias uruguaias (a mando de José Gervasio Artigas) conseguem seu primeiro triunfo sobre os espanhóis (a mando do Vice-Rei de Elío) na Batalha de Las Piedras.
- 25 de maio - na Praça de Maio da cidade de Buenos Aires, os patriotas argentinos inauguram a Pirâmide de Maio en celebração do primeiro aniversário da Revolução de Maio contra os espanhóis.
- 25 de maio - Combate de Usagre, no âmbito da Guerra Peninsular.

### Julho
- 4 de julho -  celebra-se no Chile o Primeiro Congresso Nacional, presidido por Juan Antonio Ovalle.
- 5 de julho -  em Caracas (Venezuela), firma-se a Ata de Independência Absoluta em relação ao Reino da Espanha.
- 26 de julho - Dom Diogo de Sousa, conde de Rio Pardo, invade o Uruguai, na Primeira campanha cisplatina.

### Setembro
- 25 de setembro - Combate de El Bodón durante o bloqueio de Ciudad Rodrigo, na Guerra Peninsular.
- 27 de Setembro - Combate de Aldeia da Ponte que põe fim ao bloqueio de Ciudad Rodrigo pelo Exército de Wellington.

### Dezembro
- 3 de dezembro – Uma tempestade provoca destruição na ilha de São Jorge e destruição e mortes na Terceira, Açores, iniciou-se na noite de 3 para 4 de Dezembro. Todo o Grupo Central foi atingido. Ventos ciclónicos e chuvas diluvianas destruíram casas, paredes, arrancaram árvores, e causaram cheias. As ribeiras transbordaram na Vila Nova, Agualva, Serreta e Santa Bárbara, matando gente e gados. O mar entrou no Porto Judeu, Porto Martins, Praia da Vitória e São Mateus. No Porto de Pipas naufragaram 7 navios.
- 4 de Dezembro - Naufrágio na Baía de Angra de uma frota de 7 navios, açoitados por uma tempestade.[1]
- 21 de Dezembro - em Caracas, o congresso promulga a primeira constituição da República de Venezuela.

## Nascimentos
- 3 de Fevereiro - Horace Greeley, jornalista estadunidense e fundador do Partido Republicano (m. 1872).
- 17 de Março - Karl Ferdinand Gutzkow, escritor, panfletista e jornalista alemão (m. 1878).
- 20 de Março - Napoleão II de França (m. 1832).
- 27 de Março - Baptista de Andrade, oficial da Marinha Portuguesa (m. 1902).
- 31 de Março - Robert Bunsen, químico alemão (m. 1899).
- 30 de Maio - Cristiano Benedito Ottoni, militar, engenheiro, professor e político brasileiro (m. 1896).
- 31 de Maio - George Philips Dart, faleceu em 1885 foi um abastado comerciante de Angra do Heroísmo, envolvido no que ficou conhecido como o  Ciclo da laranja.
- 8 de Junho - Carl Johan Thyselius, foi primeiro-ministro da Suécia (m. 1891).
- 13 de Agosto - Gonçalves de Magalhães - Visconde do Araguaia, foi um   médico, professor, diplomata, político, poeta e ensaísta brasileiro. (m. 1882).
- 23 de Agosto - Auguste Bravais, físico francês que se notabilizou pelos seus trabalhos em cristalografia (m. 1863).
- 25 de Outubro - Evariste Galois, matemático francês (m. 1832).
- 29 de Outubro - Louis Blanc, historiador e socialista utópico francês (m. 1882).
- 24 de Novembro - Ditlev Gothard Monrad, foi primeiro-ministro da Dinamarca (m. 1887).

## Mortes
- 14 de Março - Augustus Henry FitzRoy, 3º Duque de Grafton, primeiro-ministro do Reino Unido (n. 1735).
- 30 de Julho - Miguel Hidalgo, revolucionário mexicano (n. 1753).
- 31 de Agosto - Louis Antoine de Bougainville, explorador francês (n. 1729).
- 8 de Setembro - Peter Simon Pallas, zoólogo alemão (n. 1741).
- 2 de janeiro - Pedro Cristiano Abildgaard, foi um médico, veterinário e naturalista dinamarquês, n. 1740.

## Por tema
- 1811 no Brasil
- 1811 na ciência
- 1811 na literatura
- 1811 na música
- 1811 na política